# (9314) 1988 DJ1
1988 دي جاي 1 (ويعرف أيضًا باسم (9314) 1988 دي جاي 1 وفق تسمية الكوكب الصغير) (بالإنجليزية: 1988 DJ1)‏ هو كويكب ضمن حزام الكويكبات؛ وترتيبه 9314 من حيث الاكتشاف.
اكتُشف هذا الجُرم الفلكي بواسطة Yoshiaki Oshima ‏ في 19 فبراير 1988.

## وصلات خارجية
- (9314) 1988 DJ1 في قاعدة بيانات مختبر الدفع النفاث لأجرام النظام الشمسي الصغيرة

- الاكتشاف · مخطط المدار ·  العناصر المدارية · المعلمات المادية

- (9314) 1988 DJ1 على موقع ويكي سكاي: DSS2, SDSS, GALEX, IRAS, Hydrogen α, X-Ray, Astrophoto, Sky Map, Articles and images